# 헤머
헤머(독일어: Hemer)는 독일 서부 노르트라인베스트팔렌주의 매어키셔 크라이스에 있는 마을이다. 루르강 근처의 자우어란트 산악지대 북쪽 끝에 자리잡고 있다.